# مونتالدو دی موندووی
مونتالدو دی موندووی (به ایتالیایی: Montaldo di Mondovì) یک کومونه در ایتالیا است که در استان کونیو واقع شده‌است.

## خصوصیات
مونتالدو دی موندووی ۲۳٫۸ کیلومترمربع مساحت و ۵۸۷ نفر جمعیت دارد و ۸۰۰ متر بالاتر از سطح دریا واقع شده‌است.